# Kānī Derāz (ort i Iran)
Kānī Derāz (persiska: كانی دِراز, کانی دراز) är en ort i Iran.   Den ligger i provinsen Västazarbaijan, i den nordvästra delen av landet, 500 km väster om huvudstaden Teheran. Kānī Derāz ligger 1 584 meter över havet och antalet invånare är 181.
Terrängen runt Kānī Derāz är kuperad.Runt Kānī Derāz är det ganska glesbefolkat, med 50 invånare per kvadratkilometer. Närmaste större samhälle är Torjān, 10,5 km nordost om Kānī Derāz. Trakten runt Kānī Derāz består i huvudsak av gräsmarker.